# Округ Ламар (Мисисипи)
Округ Ламар (енгл. Lamar County) је округ у америчкој савезној држави Мисисипи.

## Демографија
По попису из 2010. године број становника је 55.658, што је 16.588 (42,5%) становника више него 2000. године.
| Група             | 2000.          | 2010.          |
| Белци             | 33.090 (84,7%) | 42.296 (76,0%) |
| Афроамериканци    | 5.040 (12,9%)  | 10.883 (19,6%) |
| Азијати           | 254 (0,7%)     | 656 (1,2%)     |
| Хиспаноамериканци | 426 (1,1%)     | 1.205 (2,2%)   |
| Укупно            | 39.070         | 55.658         |